# Charles François de Virot de Sombreuil
Pour les articles homonymes, voir Virot.
Charles François de Virot (ou Viraud ou encore Vireaux), marquis de Sombreuil, né le 12 janvier 1723 à Ensisheim (Haut-Rhin), mort guillotiné le 17 juin 1794 à Paris, est un lieutenant-général de la Révolution française.

## Biographie
Il épouse à Bonnac-la-Côte (Haute-Vienne) le 1er décembre 1766, la fille du marquis des Flottes de l'Eychoisier, Marie-Madeleine, de 28 ans sa cadette (née à Bonnac le 29 octobre 1748) et morte jeune à Limoges (Haute-Vienne) le 16 mai 1780, en lui laissant trois enfants.

### Carrière militaire
Il entre en service comme lieutenant en second au régiment de Montmorin le 16 juillet 1735, il devient enseigne le 17 mai 1739, lieutenant le 8 octobre 1739, aide-major le 6 avril 1744 et il est promu au grade de capitaine le 20 mai 1745. Pourvu d’une compagnie le 16 avril 1746, il est fait chevalier de Saint Louis le 4 janvier 1752. 
Il est nommé lieutenant colonel du régiment Royal-Corse le 6 juin 1758, commandant de l’Algayola de 1758 à 1762, et il est élevé au grade de brigadier le 25 juillet 1762. Il commande les chasseurs à pied du régiment de hussards de Bercheny le 4 mars 1767, et il obtient le brevet de maréchal de camp le 3 janvier 1770. Il est alors nommé commandant de la ville de Limoges le 3 mars 1771, puis lieutenant du roi à Lille le 18 décembre 1776, poste qu'il occupe jusqu'en décembre 1786. Il est fait commandeur de Saint-Louis le 23 août 1783.

### Gouverneur des Invalides
Il est nommé gouverneur des Invalides le 16 décembre 1786, et ne peut s'opposer au pillage de son établissement en juillet 1789. Il est promu lieutenant général le 20 mai 1791. Considéré comme suspect pour avoir pris part à la défense du palais des Tuileries le 10 août 1792, accusé d'activisme anti-révolutionnaire, il est détenu successivement à la prison de l'Abbaye, où se situe l'épisode du verre de sang, puis à Port-Libre (ex-Port-Royal) le 27 décembre 1793, puis à Sainte-Pélagie le 2 mai 1794.
Condamné à mort le 29 prairial an II (17 juin 1794) par le tribunal révolutionnaire (Fouquier-Tinville) de Paris, comme complice de la conspiration du soulèvement des prisons et de la tentative d'assassinat contre le représentant du peuple Collot d'Herbois, il est conduit à l'échafaud de la place du Trône Renversé avec la tenue des parricides (chemise rouge, la tête et le visage voilé d’une étoffe noire).
Son corps est jeté, avec ceux des cinquante-trois autres guillotinés de la conspiration, dans la fosse commune, aujourd'hui incluse dans le cimetière de Picpus. Son fils Stanislas subit le même sort, le même jour.

## Descendance
- Jeanne-Jacques-Marie-Anne-Françoise de Virot de Sombreuil dite Marie-Maurille, comtesse de Villelume (14 février 1768 – 15 mai 1823) sera immortalisée par la légende sous le nom de « l'héroïne au verre de sang ». À sa mort à Avignon, son cœur fut placé dans la chapelle des Célestins, et son corps inhumé au cimetière Saint-Roch, d’où il fut transféré au cimetière Saint-Véran. Elle y repose sous l’épitaphe que lui consacrèrent les militaires invalides de la succursale : « Le 6 novembre 1850, les invalides quittèrent la succursale d’Avignon à bord des navires l’Althen et le Mogador, c’est à l’aumônier qu’a été confié le cœur de la comtesse de Villelume-Sombreuil. Les bateaux levèrent l’ancre le samedi 8 novembre et en utilisant le Rhône, les canaux et la Seine, arrivèrent à Paris le 25 novembre 1850. L’urne funéraire contenant son cœur a été déposée dans la crypte de l’hôtel des invalides de Paris, où elle est la seule femme[3] et excuse par sa présence l’absence de son père resté dans le charnier des martyrs de Picpus. »
- Stanislas François Antoine de Virot de Sombreuil, né le 23 septembre 1768 au château de Leychoisier à Bonnac-la-Côte, (Haute-Vienne), il est guillotiné, le même jour que son père, le 29 prairial an II (17 juin 1794) à Paris. Son corps a été déposé, avec celui de son père, dans une fosse commune au cimetière de Picpus.
- Charles Eugène Gabriel de Virot de Sombreuil, né le 11 juillet 1770, héros malheureux de l'expédition de Quiberon de 1795, tentative de débarquement des émigrés en Bretagne. Il est fusillé par les révolutionnaires à Vannes, le 28 juillet 1795. Son corps repose, avec ceux de 750 royalistes français (fusillés en dépit des engagements du général Hoche qui leur avait promis la vie sauve), en tant que prisonniers de guerre, dans la chapelle du Champ-des-Martyrs, à Brech (Morbihan).